# Arcidiocesi di Foggia-Bovino

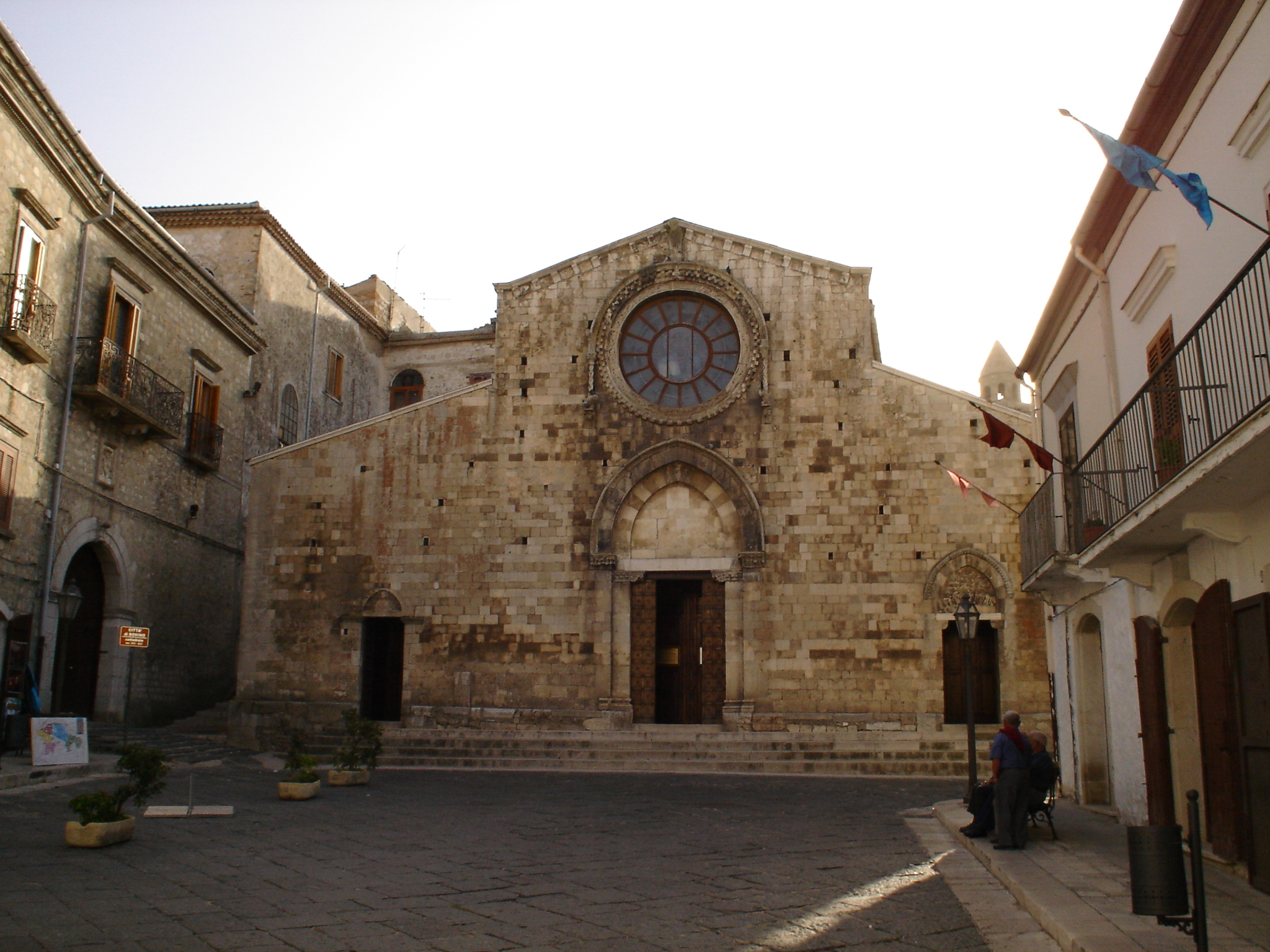
Il duomo di Bovino, concattedrale dell'arcidiocesi.

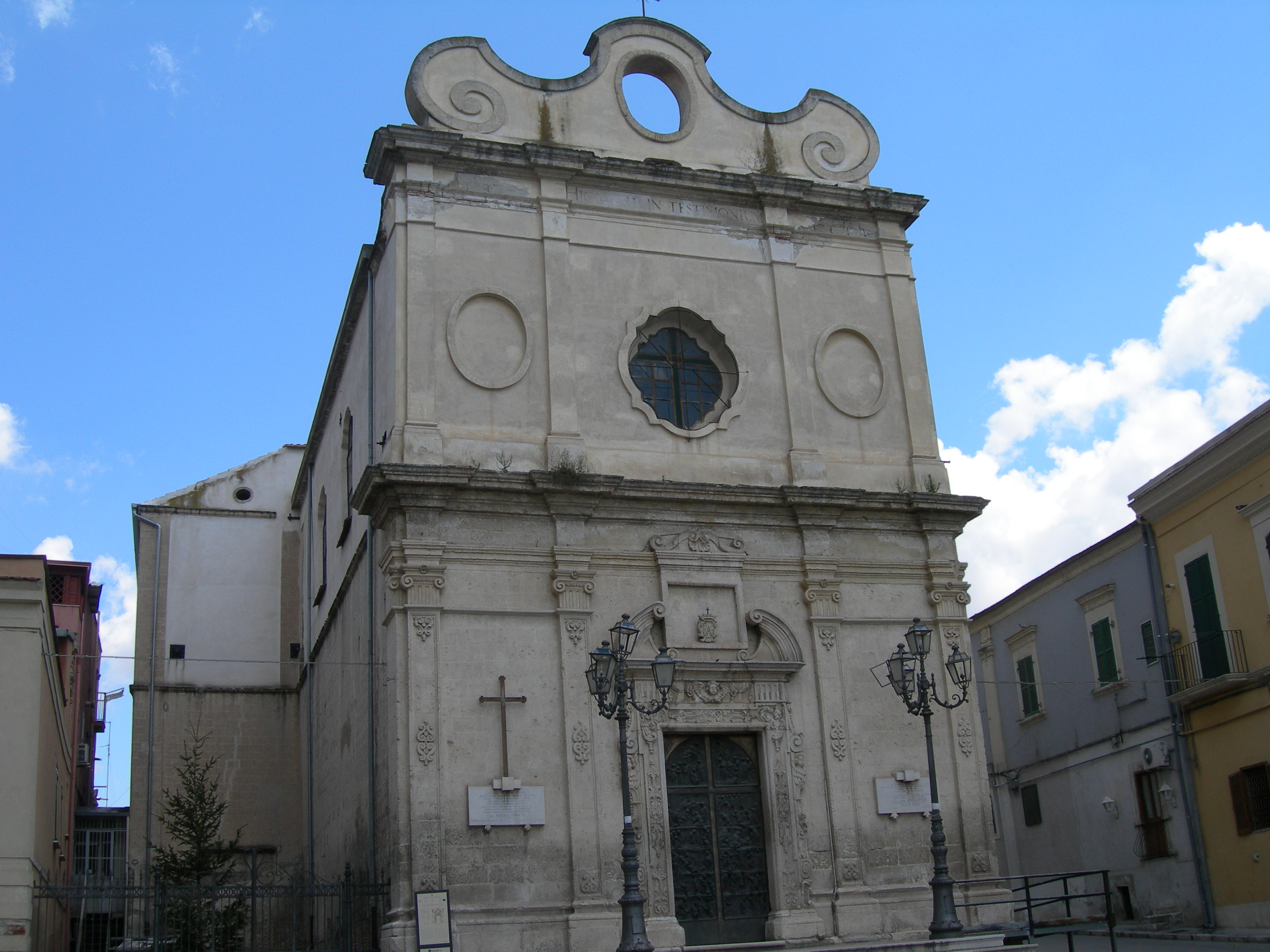
La basilica minore di San Giovanni Battista a Foggia.

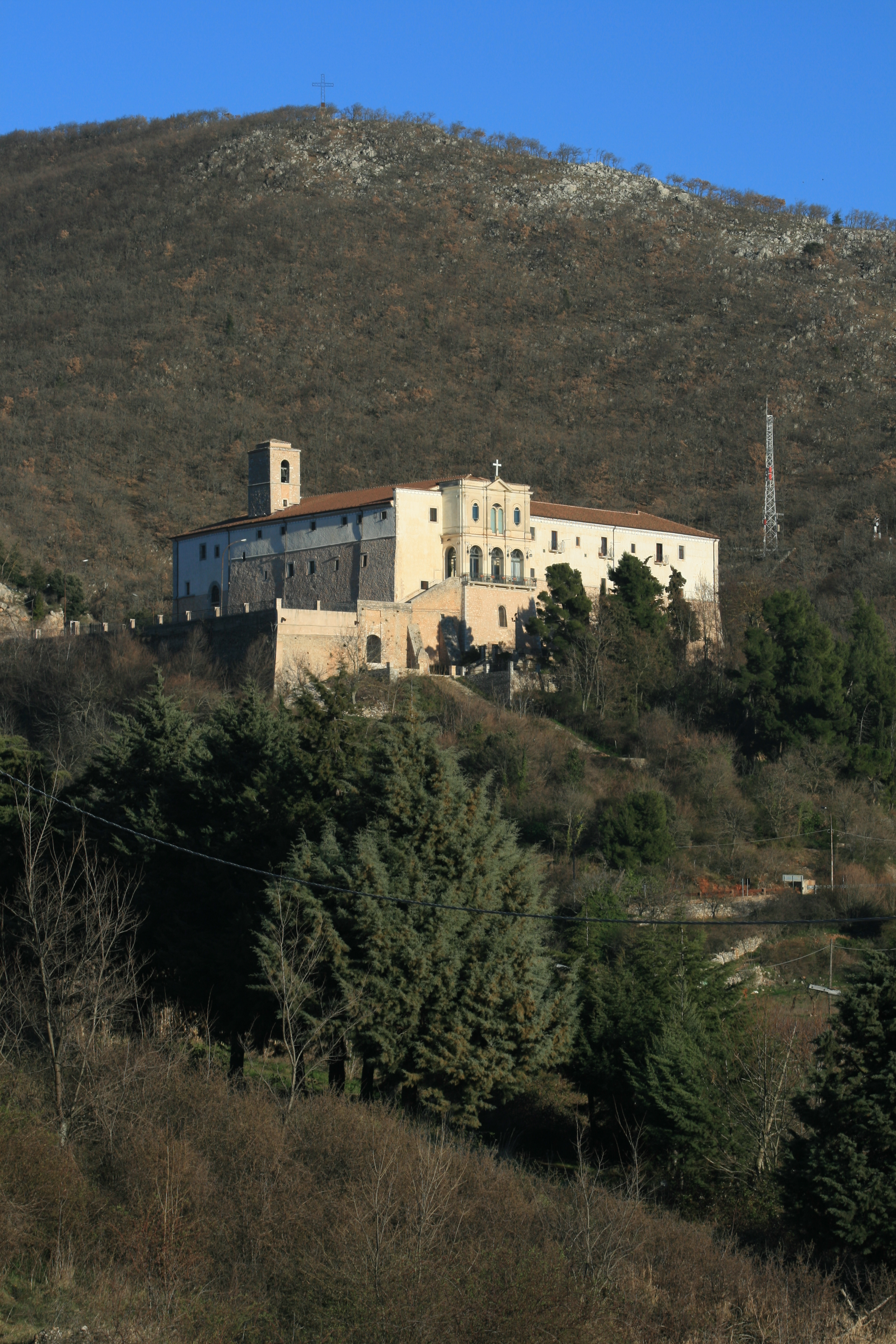
L'odierno santuario di San Matteo Apostolo di San Marco in Lamis, noto in passato come convento di San Giovanni In Lamis.

L'arcidiocesi di Foggia-Bovino (in latino Archidioecesis Fodiana-Bovinensis) è una sede metropolitana della Chiesa cattolica in Italia appartenente alla regione ecclesiastica Puglia. Nel 2023 contava 205.700 battezzati su 205.900 abitanti. È retta dall'arcivescovo Giorgio Ferretti.
Patrona dell'arcidiocesi è la Beata Vergine Maria dell'Iconavetere, mentre san Marco di Eca è il compatrono.

## Territorio
L'arcidiocesi comprende nove comuni in provincia di Foggia: Accadia, Bovino, Castelluccio dei Sauri, Deliceto, Foggia, Panni, Monteleone di Puglia, San Marco in Lamis e Sant'Agata di Puglia.
Sede arcivescovile è la città di Foggia, dove si trova la basilica cattedrale di Maria Santissima Assunta in cielo, detta anche Iconavetere o dei Sette Veli; a Bovino sorge la concattedrale della Beata Maria Vergine Assunta in Cielo.
Nel territorio diocesano si trovano anche due basiliche minori: la basilica di San Giovanni Battista a Foggia, e la basilica della Beata Maria Vergine Madre di Dio Incoronata a Borgo Incoronata, frazione di Foggia.

### Parrocchie e vicariati
Il territorio si estende su 1.667 km² ed è suddiviso 54 parrocchie, raggruppate in 6 vicariati: Foggia Centro Storico, Foggia Nord, Foggia Sud, Foggia Zone Rurali, Bovino e San Marco in Lamis.

### Provincia ecclesiastica
La provincia ecclesiastica di Foggia-Bovino, istituita con il solo titolo di Foggia nel 1979, comprende le seguenti suffraganee:
- diocesi di Cerignola-Ascoli Satriano,
- diocesi di Lucera-Troia,
- arcidiocesi di Manfredonia-Vieste-San Giovanni Rotondo,
- diocesi di San Severo.

## Storia
L'odierna arcidiocesi nasce nel 1986 dall'unione di due precedenti sedi episcopali: Bovino, attestata dal X secolo, e Foggia, istituita il 25 giugno 1855.

### Bovino
Incerta e scarsamente documentata è l'origine della diocesi di Bovino. Una bolla di papa Formoso dell'893 assegnava alla giurisdizione dei vescovi di Benevento le chiese di Bovino, Ascoli Satriano e Siponto, indizio che quelle antiche sedi episcopali erano state soppresse in epoca longobarda ed unite alla sede beneventana.
Alcuni autori hanno attribuito alla sede bovinese vescovi del V e del VII secolo, Giovanni e Papinio, che la moderna critica storica assegna tuttavia alla diocesi di Vibona in Calabria. Il primo vescovo storicamente attribuibile a Bovino è Giovanni, menzionato in un diploma dell'arcivescovo Landolfo del 971. In quest'epoca la regione era stata riconquistata dai bizantini, che avevano provveduto a restaurare la diocesi di Bovino, che da questo momento è assegnata come suffraganea alla provincia ecclesiastica dell'arcidiocesi di Benevento.
Fin dall'XI secolo è documentata l'esistenza del priorato benedettino di San Pietro di Olivola, nel territorio di Sant'Agata di Puglia, dipendente dall'abbazia di Cava dei Tirreni, di cui oggi restano solo ruderi.
Sul finire del XII secolo il vescovo Roberto I fece costruire la chiesa in onore di san Marco, vescovo di Eca, patrono della città; durante l'episcopato di Pietro I fu eretta la cattedrale di Bovino, consacrata nel 1231, la quale inglobò la chiesa di san Marco, nota oggi con il nome popolare di "cappellone di San Marco".
Nel Cinquecento il vescovo Ferdinando D'Anna (1541-1565) fece ristrutturare la cattedrale, e in qualità di teologo di papa Pio IV, partecipò al concilio di Trento, dove si segnalò per il contributo dato nella codificazione dei decreti conciliari. Il successore, Giovanni Domenico D'Anna (1565-1578), fratello di Ferdinando, rimase a lungo lontano dalla diocesi per gravi accuse di simonia, che lo porteranno anche ad una condanna che dovette scontare nelle carceri di Castel Sant'Angelo a Roma.
Solo con Angelo Giustiniani (1578-1600) si avviò il processo di riforma della diocesi e di applicazione dei decreti tridentini; si devono al Giustiniani infatti le prime visite delle parrocchie e la celebrazione dei sinodi diocesani. Il successore Paolo Tolosa (1601-1615), pur rimanendo assente dalla diocesi perché nominato nunzio apostolico presso Carlo Emanuele I di Savoia, continuò l'opera riformatrice del Giustiniani; durante il suo episcopato infatti venne fondato a Bovino il collegio dei Gesuiti, il vecchio ospedale fu affidato in gestione ai Fatebenefratelli, e fu dato avvio ad un primo tentativo di istituire il seminario diocesano, che tuttavia non ebbe fortuna per la mancanza dei fondi necessari per il suo mantenimento. Quello del seminario rimarrà uno dei problemi più urgenti per la diocesi bovinese, ma a lungo rimandato.
Nel 1685 divenne vescovo Angelo Cerasi, che governò la diocesi per ben quarantatré anni fino al 1728; fece innumerevoli visite pastorali e istituì l'archivio diocesano. Si deve a questo vescovo la redazione, nel 1694, di una platea, dove vennero elencati tutti i beni della mensa vescovile con le relative rendite.
Il Settecento è segnato dall'episcopato del francescano Antonio Lucci (1729-1752), beatificato da papa Giovanni Paolo II nel 1989. Un altro processo di beatificazione venne aperto, dopo la sua morte, per il vescovo cappuccino Nicola Molinari (1783-1792).
Nel 1860 il vescovo Giovanni Montuoro, accusato di aver sobillato una rivolta popolare, fu costretto a fuggire e a rifugiarsi a Roma fino alla sua morte (1862). In seguito la diocesi rimase vacante fino al 1871.
Nel dicembre 1974 Giuseppe Lenotti, già vescovo di Foggia, venne nominato anche vescovo di Bovino, unendo così le due diocesi in persona episcopi, status mantenuto anche con il successivo vescovo Salvatore De Giorgi.
Il 15 novembre 1977, in forza del decreto Quo aptius della Congregazione per i vescovi, Bovino cedette il comune di Montaguto alla diocesi di Ariano Irpino, dalla quale acquisì in cambio quello di Monteleone di Puglia. In seguito a queste modifiche, il territorio della diocesi di Bovino, alla vigilia della "piena unione" con Foggia, comprendeva 14 parrocchie nei comuni di Bovino (5), Accadia, Castelluccio dei Sauri, Deliceto (2), Monteleone di Puglia, Panni e Sant'Agata di Puglia (3).

### Foggia
In origine Foggia era compresa nella diocesi di Troia: distrutta dal terremoto del 1731, la città fu ricostruita e conobbe un notevole sviluppo economico e demografico, tanto che nel 1806 Giuseppe Bonaparte ne fece il capoluogo della Capitanata.
Il 23 settembre 1806 papa Pio VII eresse la chiesa dell'Assunta in Foggia (dove si conservava l'immagine dell'Iconavetere) in basilica minore e il 2 dicembre 1808 concesse ai canonici che la officiavano il privilegio di indossare l'abito prelatizio.
A istanza della cittadinanza foggiana, sostenuta dal vescovo di Troia Antonio Monforte e dal re Ferdinando II, il 25 giugno 1855 papa Pio IX, con la bolla Ex hoc Summi Pontificis, eresse Foggia in diocesi immediatamente soggetta alla Santa Sede: la giurisdizione del vescovo si estendeva sul territorio della città di Foggia e su quello dell'ex abbazia nullius di San Marco in Lamis, al tempo soggetta all'arcidiocesi di Manfredonia.
«Al tempo della sua istituzione la diocesi contava circa 50 000 abitanti con 8 parrocchie, di cui 5 a Foggia (cattedrale, San Francesco Saverio, San Tommaso, San Michele Arcangelo, San Giovanni Battista) e 3 a San Marco in Lamis (collegiata, Sant'Antonio Abate, San Bernardino).» Il primo vescovo foggiano è stato Bernardino Maria Frascolla (1856-1869); venne accusato di essere la causa "del disordine e dell'anarchia" che regnava nella città nel periodo post-unitario, e per questo motivo condannato all'esilio a Como; da questa accusa fu prosciolto nel 1866.
La prima metà del Novecento è segnata dall'episcopato di Fortunato Maria Farina (1924-1954), di cui è in corso la causa di beatificazione: «uomo di vita santa, curò la formazione del clero e dei seminaristi, affrontò con coraggio i problemi derivanti dalla crescente espansione della città e dalla nuova situazione politica e sociale».
Dal 1924 al 1951 e dal 1954 al 1955, con i vescovi Farina e Amici, la sede foggiana fu unita in persona episcopi con la diocesi di Troia. Il 29 settembre 1933 entrò a far parte della regione ecclesiastica beneventana in forza del decreto Iam pridem della Congregazione Concistoriale.
Il 30 aprile 1979 papa Giovanni Paolo II con la bolla Sacrorum Antistites, in attuazione delle norme stabilite dal Concilio Vaticano II in materia di circoscrizioni ecclesiastiche, elevò Foggia al rango di arcidiocesi metropolitana e riunì nella sua nuova provincia ecclesiastica tutte le diocesi della Capitanata.
Alla vigilia dell'unione con Bovino nel 1986, la diocesi di Foggia comprendeva 40 parrocchie nei comuni di Foggia (33) e di San Marco in Lamis (7).

### Foggia-Bovino
Il 14 dicembre 1974 Giuseppe Lenotti, già vescovo di Foggia, fu nominato anche vescovo di Bovino e di Troia, unendo così in persona episcopi le tre sedi.
Il 30 settembre 1986, con il decreto Instantibus votis della Congregazione per i vescovi, le due diocesi di Foggia e di Bovino sono state unite plena unione e la nuova circoscrizione ecclesiastica ha assunto il nome attuale. Contestualmente ha avuto termine l'unione in persona episcopi con la diocesi di Troia.
Nel maggio 1987 l'arcidiocesi ha ricevuto la visita pastorale di papa Giovanni Paolo II.
Nel 1994 la parte del comune di San Marco in Lamis che apparteneva alla diocesi di San Severo, e comprensiva del santuario di Santa Maria di Stignano, è stata annessa all'arcidiocesi.
Nel 1999 l'arcivescovo Giuseppe Casale ha istituito il museo diocesano di Bovino per promuovere l'interesse per l'arte e impedire la dilapidazione del cospicuo patrimonio cultuale dell'antica diocesi di Bovino. Il santuario di San Matteo Apostolo a San Marco in Lamis ospita il museo di storia, liturgia e arte, inaugurato nel 1979, e la ricca biblioteca dell'antico monastero.

## Cronotassi dei vescovi
Si omettono i periodi di sede vacante non superiori ai 2 anni o non storicamente accertati.

### Vescovi di Bovino
- Giovanni † (menzionato nel 971)
- Odo † (menzionato nel 1061)[11]
- Ugo † (prima del 1092 - dopo il 1099)[11]
- Giso I † (prima del 1118 - dopo il 1120)[11]
- Alessandro I † (prima del 1131 - dopo il 1137)[11]
- Pandolfo † (prima del 1175 - dopo il 1179)[12]
- Giso II † (prima del 1182 - dopo il 1184)[12]
- Roberto I † (prima del 1190 - 1215 deceduto)
- Guglielmo ? † (1215 - 1220 deceduto)[13]
- Anonimo † (menzionato nel 1219 e nel 1221)[12]
- Pietro I † (prima del 1223 - dopo il 1235)[12]
- Matteo I † (1238 - 1240 deceduto)
- Manerio I † (1241 - 1244 deceduto)[12]
- Giovanni † (menzionato nel 1250 circa)[12]
- Enrico ? † (1269 - 1285 deceduto)[14]
  - Roberto II † (menzionato come "vescovo eletto" prima del 1272)[12]
- Manerio II † (menzionato nel 1289)[12]
- Pietro II † (menzionato nel 1298)[12]
- Riccardo † (menzionato nel 1299)[12]
- Alessandro II † (1304 - 1309 deceduto)
- Giacomo † (1309 - 1328 deceduto)
- Rostagno † (1328 - 1329 deceduto)
- Ruggero, O.F.M. † (1º maggio 1329 - 1340 deceduto)
- Matteo II † (1340 ? - ?)
- Giovanni † (? - ? deceduto)
- Guglielmo de Cabilone, O.P. † (8 marzo 1346 - ? deceduto)
- Nicola, O.S.B.Coel. † (19 giugno 1349 - 1354 deceduto)
- Pietro d'Argentino, O.E.S.A. † (12 febbraio 1354 - ? deceduto)
- Domenico de Sassinoro † (31 gennaio 1371 - ? deceduto)
- Bartolomeo Sparella, O.F.M. † (3 settembre 1371 - ?)
- Pietro Auletta, O.P. † (1381 - ?)
- Giovanni † (? - 1386 deceduto)
- Bernardo Ferrari † (2 settembre 1386 - ?)
- Antonio, O.F.M. † (8 marzo 1397 - 1403 nominato vescovo di Tortiboli)
- Bartolomeo de Porta, O.E.S.A. † (24 agosto 1403 - ? deceduto)
- Pietro Auletta, O.P. † (15 aprile 1407 - 1425 deceduto) (per la seconda volta)
- Bartolomeo de Sperella, O.F.M. † (31 agosto 1425 - 1427 deceduto) (per la seconda volta)
- Pietro degli Scaleri † (28 luglio 1427 - 18 marzo 1463 deceduto)
- Natulo Lombardi † (18 aprile 1463 - 1477 deceduto)
- Giovanni Candida † (2 marzo 1477 - ? deceduto)
- Giovanni Battista Gagliardi † (10 maggio 1499 - 1510 deceduto)
- Giovanni de' Capellani † (19 marzo 1513 - 1529 deceduto)
  - Benedetto Accolti † (24 gennaio 1530 - 15 aprile 1535 dimesso) (amministratore apostolico)
  - Esteban Gabriel Merino † (15 aprile 1535 - 28 luglio 1535 deceduto) (amministratore apostolico)
- Alfonso Oliva, O.E.S.A. † (20 agosto 1535 - 13 maggio 1541 nominato arcivescovo di Amalfi)
- Ferdinando D'Anna † (13 maggio 1541 - 1565 deceduto)
- Giovanni Domenico D'Anna † (1565 succeduto - 1578 deceduto)
- Angelo Giustiniani † (14 maggio 1578 - 26 agosto 1600 deceduto)
- Paolo Tolosa, C.R. † (30 aprile 1601 - 16 dicembre 1615 nominato arcivescovo di Chieti)
- Giovanni Antonio Galderisi † (11 gennaio 1616 - 1658 deceduto)
- Vincenzo Roviglioni † (3 giugno 1658 - 14 settembre 1669 deceduto)
- Francesco Antonio Curzio † (30 giugno 1670 - agosto 1672 deceduto)
- Giuseppe di Giacomo † (27 febbraio 1673 - 21 marzo 1684 deceduto)
- Angelo Cerasi † (5 febbraio 1685 - 11 dicembre 1728 deceduto)
- Beato Antonio Lucci, O.F.M. † (7 febbraio 1729 - 25 luglio 1752 deceduto)
- Tommaso Pacelli † (27 novembre 1752 - 4 ottobre 1780 deceduto)
  - Sede vacante (1780-1783)
- Nicola Molinari, O.F.M.Cap. † (15 dicembre 1783 - 18 gennaio 1792 deceduto)
  - Sede vacante (1792-1798)
- Vincenzo Maria Parruco Tries, O.P. † (29 gennaio 1798 - 8 agosto 1798 deceduto)
  - Sede vacante (1798-1818)
- Paolo Garzilli † (2 ottobre 1818 - 2 luglio 1832 nominato vescovo di Sessa Aurunca)
- Francesco Iovinelli, C.M. † (29 luglio 1833 - 8 novembre 1836 deceduto)
- Francesco Saverio Farace † (2 ottobre 1837 - 10 maggio 1851 deceduto)
- Filippo Gallo, C.M. † (18 marzo 1852 - 9 marzo 1858[15])
- Giovanni Montuoro † (20 giugno 1859 - 24 marzo 1862 deceduto)
  - Sede vacante (1862-1871)
- Alessandro Cantoli, O.F.M. † (22 dicembre 1871 - 16 ottobre 1884 deceduto)
- Salvatore Maria Bressi, O.F.M.Cap. † (10 novembre 1884 - 23 maggio 1887 nominato arcivescovo di Otranto)
- Michele de Jorio † (25 novembre 1887 - 4 febbraio 1898 nominato vescovo di Castellammare di Stabia)
- Giuseppe Padula † (24 marzo 1898 - 2 agosto 1908 nominato vescovo di Avellino)
- Uberto Maria Fiodo † (9 dicembre 1910 - 28 aprile 1922 nominato vescovo di Castellammare di Stabia)
- Cornelio Sebastiano Cuccarollo, O.F.M.Cap. † (27 marzo 1923 - 24 ottobre 1930 nominato arcivescovo di Otranto)
  - Sede vacante (1930-1937)
- Innocenzo Alfredo Russo, O.F.M. † (13 marzo 1937 - 9 dicembre 1959 dimesso[16])
- Renato Luisi † (17 dicembre 1959 - 30 giugno 1963 nominato vescovo di Nicastro)
  - Sede vacante (1963-1974)
- Giuseppe Lenotti † (14 dicembre 1974 - 28 gennaio 1981 deceduto)
- Salvatore De Giorgi (4 aprile 1981 - 30 settembre 1986 nominato arcivescovo di Foggia-Bovino)

### Vescovi e arcivescovi di Foggia
- Bernardino Maria Frascolla † (16 giugno 1856 - 30 dicembre 1869 deceduto)
- Geremia Cosenza, O.F.M. † (23 febbraio 1872 - 15 marzo 1882 deceduto)
- Domenico Marinangeli † (27 marzo 1882 - 16 gennaio 1893 nominato arcivescovo di Trani)
- Carlo Mola, C.O. † (12 giugno 1893 - 29 aprile 1909 dimesso)[17]
- Salvatore Bella † (29 aprile 1909 - 17 dicembre 1920 nominato vescovo di Acireale)
- Pietro Pomares y de Morant † (27 agosto 1921 - 16 ottobre 1924 nominato arcivescovo di Bari)
- Fortunato Maria Farina † (18 dicembre 1924 - 1º febbraio 1954 dimesso[18])
- Giuseppe Amici † (1º febbraio 1954 succeduto - 1º febbraio 1955 nominato vescovo di Cesena)
- Paolo Carta † (9 marzo 1955 - 22 marzo 1962 nominato arcivescovo di Sassari)
- Giuseppe Lenotti † (18 aprile 1962 - 28 gennaio 1981 deceduto)
- Salvatore De Giorgi (4 aprile 1981 - 30 settembre 1986 nominato arcivescovo di Foggia-Bovino)

### Arcivescovi di Foggia-Bovino
- Salvatore De Giorgi (30 settembre 1986 - 10 ottobre 1987 nominato arcivescovo di Taranto)
- Giuseppe Casale † (7 maggio 1988 - 27 maggio 1999 ritirato)
- Domenico Umberto D'Ambrosio (27 maggio 1999 - 8 marzo 2003 nominato arcivescovo di Manfredonia-Vieste-San Giovanni Rotondo)
- Francesco Pio Tamburrino, O.S.B.Subl. (2 agosto 2003 - 11 ottobre 2014 ritirato)
- Vincenzo Pelvi (11 ottobre 2014 - 18 novembre 2023 ritirato)
- Giorgio Ferretti, dal 18 novembre 2023

## Statistiche
L'arcidiocesi nel 2023 su una popolazione di 205.900 persone contava 205.700 battezzati, corrispondenti al 99,9% del totale.
| anno                         | popolazione | popolazione | popolazione | presbiteri | presbiteri | presbiteri | presbiteri                | diaconi | religiosi | religiosi | parrocchie |
| anno                         | battezzati  | totale      | %           | numero     | secolari   | regolari   | battezzati per presbitero | diaconi | uomini    | donne     | parrocchie |
| ---------------------------- | ----------- | ----------- | ----------- | ---------- | ---------- | ---------- | ------------------------- | ------- | --------- | --------- | ---------- |
| diocesi di Foggia            |             |             |             |            |            |            |                           |         |           |           |            |
| 1949                         | 100.000     | 115.000     | 87,0        | 105        | 65         | 40         | 952                       |         | 74        | 137       | 18         |
| 1969                         | 153.346     | 156.165     | 98,2        | 110        | 61         | 49         | 1.394                     |         | 69        | 354       | 32         |
| 1980                         | 167.600     | 172.600     | 97,1        | 168        | 77         | 91         | 997                       |         | 127       | 325       | 38         |
| diocesi di Bovino            |             |             |             |            |            |            |                           |         |           |           |            |
| 1950                         | 37.400      | 37.477      | 99,8        | 32         | 24         | 8          | 1.168                     |         | 5         | 40        | 12         |
| 1959                         | 37.365      | 37.369      | 100,0       | 34         | 24         | 10         | 1.098                     |         | 8         | 30        | 12         |
| 1970                         | 35.200      | 35.242      | 99,9        | 32         | 23         | 9          | 1.100                     |         | 9         | 28        | 14         |
| 1980                         | 23.500      | 23.810      | 98,7        | 26         | 20         | 6          | 903                       |         | 6         | 30        | 13         |
| arcidiocesi di Foggia-Bovino |             |             |             |            |            |            |                           |         |           |           |            |
| 1990                         | 205.000     | 208.365     | 98,4        | 184        | 100        | 84         | 1.114                     | 1       | 95        | 302       | 54         |
| 1999                         | 186.145     | 188.290     | 98,9        | 172        | 82         | 90         | 1.082                     | 7       | 97        | 252       | 55         |
| 2000                         | 185.549     | 187.649     | 98,9        | 165        | 85         | 80         | 1.124                     | 7       | 87        | 250       | 55         |
| 2001                         | 185.420     | 187.338     | 99,0        | 163        | 86         | 77         | 1.137                     | 9       | 84        | 244       | 55         |
| 2002                         | 210.000     | 212.508     | 98,8        | 160        | 86         | 74         | 1.312                     | 9       | 84        | 230       | 55         |
| 2003                         | 217.000     | 219.750     | 98,7        | 163        | 88         | 75         | 1.331                     | 10      | 85        | 228       | 56         |
| 2004                         | 217.000     | 219.200     | 99,0        | 164        | 89         | 75         | 1.323                     | 10      | 85        | 224       | 55         |
| 2006                         | 217.100     | 218.300     | 99,5        | 162        | 90         | 72         | 1.340                     | 9       | 79        | 214       | 55         |
| 2013                         | 212.000     | 215.000     | 98,6        | 154        | 89         | 65         | 1.376                     | 10      | 71        | 149       | 55         |
| 2016                         | 211.800     | 212.470     | 99,7        | 146        | 84         | 62         | 1.450                     | 10      | 65        | 129       | 54         |
| 2019                         | 210.700     | 210.895     | 99,9        | 114        | 77         | 37         | 1.848                     | 13      | 44        | 124       | 54         |
| 2021                         | 208.200     | 208.400     | 99,9        | 103        | 73         | 30         | 2.021                     | 13      | 32        | 108       | 54         |
| 2023                         | 205.700     | 205.900     | 99,9        | 133        | 68         | 65         | 1.546                     | 14      | 70        | 114       | 54         |

### Per la sede di Bovino
- (LA)  Ferdinando Ughelli, Italia sacra, vol. VIII, seconda edizione, Venezia, 1721, coll. 249-270
- Francesco Lanzoni, Le diocesi d'Italia dalle origini al principio del secolo VII (an. 604), vol. I, Faenza, 1927, p. 304
- Giuseppe Cappelletti, Le Chiese d'Italia dalla loro origine sino ai nostri giorni, Venezia, 1864, vol. XIX, pp. 203–221
- Vincenzio d'Avino, Cenni storici sulle Chiese arcivescovili, vescovili e prelatizie (nullius) del Regno delle Due Sicilie, Napoli, 1848, pp. 79–93
- (DE)  Hans-Walter Klewitz, Zur Geschichte der Bistumsorganisation Campaniens und Apuliens im 10. und 11. Jahrhundert, in Quellen und Forschungen aus italienischen Archiven und Bibliotheken, XXIV (1932-33), pp. 46–47
- (LA)  Paul Fridolin Kehr, Italia Pontificia, vol. IX, Berolini, 1962, pp. 141–142
- (DE)  Norbert Kamp, Kirche und Monarchie im staufischen Königreich Sizilien. Prosopographische Grundlegung. Bistümer und Bischöfe des Königreichs 1194-1266. 1. Abruzzen und Kampanien, München, 1973, pp. 244–248
- (LA)  Pius Bonifacius Gams, Series episcoporum Ecclesiae Catholicae, Graz, 1957, pp. 861–862
- (LA)  Konrad Eubel, Hierarchia Catholica Medii Aevi, vol. 1, p. 139; vol. 2, p. 107; vol. 3, pp. 135–136; vol. 4, p. 120; vol. 5, p. 125; vol. 6, p. 129
- (EN) David Cheney, Diocesi di Bovino, su Catholic-Hierarchy.org.
- (EN) Diocesi di Bovino, su GCatholic.org.